# 鶴咀炮台
鶴咀炮台，又稱鶴嘴炮台、德己立炮台、德忌立炮台、德忌笠角炮台，位於香港島南區鶴咀半島，是駐港英軍為加強香港島東南部海岸的防守，而於1939年建造的海防炮台，炮台在二戰後被廢棄，只有部分建築物保留至今，鶴咀炮台於2009年12月18日獲列入香港二級歷史建築。

## 歷史
1930年代後期，國際局勢日益緊張，駐港英軍為應對香港面對的入侵威脅，決定加強香港島的防衛，因此在香港島南岸興建三座臨時炮台（Improvised Batteries），包括鶴咀炮台（Cape D'Aguilar Battery）、黃麻角炮台（Bluff Head Battery）及香港仔炮台（Aberdeen Battery）。位於鶴咀半島的鶴咀炮台於1939年完工，在山腰上的炮位裝備兩門由皇家海軍提供的4吋後裝海防炮，並設有指揮所、探射燈、彈藥庫、瞭望台及堡壘等設施。同年，英軍在鶴咀半島的南端加建配備兩門9.2吋海防炮的博加拉炮台，而這座炮台於1941年11月完工。相對於區內裝備9.2吋海防炮的赤柱炮台及博加拉炮台，鶴咀炮台屬於輔助性的炮台，其主要武器為兩門4吋海防炮，火力與香港島其他海防炮台相比並不算強大，但因為鶴咀炮台的位置與位處赤柱半島南端及在大潭灣西面的赤柱炮台形成對望，鶴咀炮台可配合赤柱炮台強化鶴咀半島至赤柱半島一帶的海防能力，並具有保護博加拉炮台後方的作用。在鶴咀半島西岸的石灘上建有一座機槍堡（PB33A），可防止敵軍從大潭灣搶灘登陸鶴咀半島。
1941年12月8日，日本發動太平洋戰爭並入侵香港，香港保衛戰爆發，鶴咀炮台當時由香港義勇防衛軍第1炮兵連駐守。雖然位於香港島的炮台有效地阻止日本海軍艦艇駛近香港島助戰，但因為作為入侵香港主力的日本陸軍是採取由北向南的攻勢，所以在香港島南岸的大部分炮台對戰局沒有顯著的影響。日軍於12月18日晚上在香港島東北岸登陸，之後向香港島西部及南部步步進迫。12月19日，面對人力物力皆佔優的日軍，港島東旅指揮官華里士准將決定收縮防線，將守軍餘下的大部分兵力集中到赤柱半島一帶，以便以赤柱炮台為核心組織更有效的抵抗，並可避免在鶴咀半島的守軍因日軍南下而被分割及孤立。駐守鶴咀炮台的守軍接到撤退指令後隨即破壞炮台設施，避免炮台被日軍利用，再撤到赤柱半島，並作戰至12月26日港島東旅接獲投降指令為止。1945年8月香港重光，鶴咀炮台因為沒有實際需要而被廢棄，炮台的設施亦被移除。2009年，古物諮詢委員會對炮台現存的建築物進行評審後，將鶴咀炮台列為香港二級歷史建築。

## 圖片資料

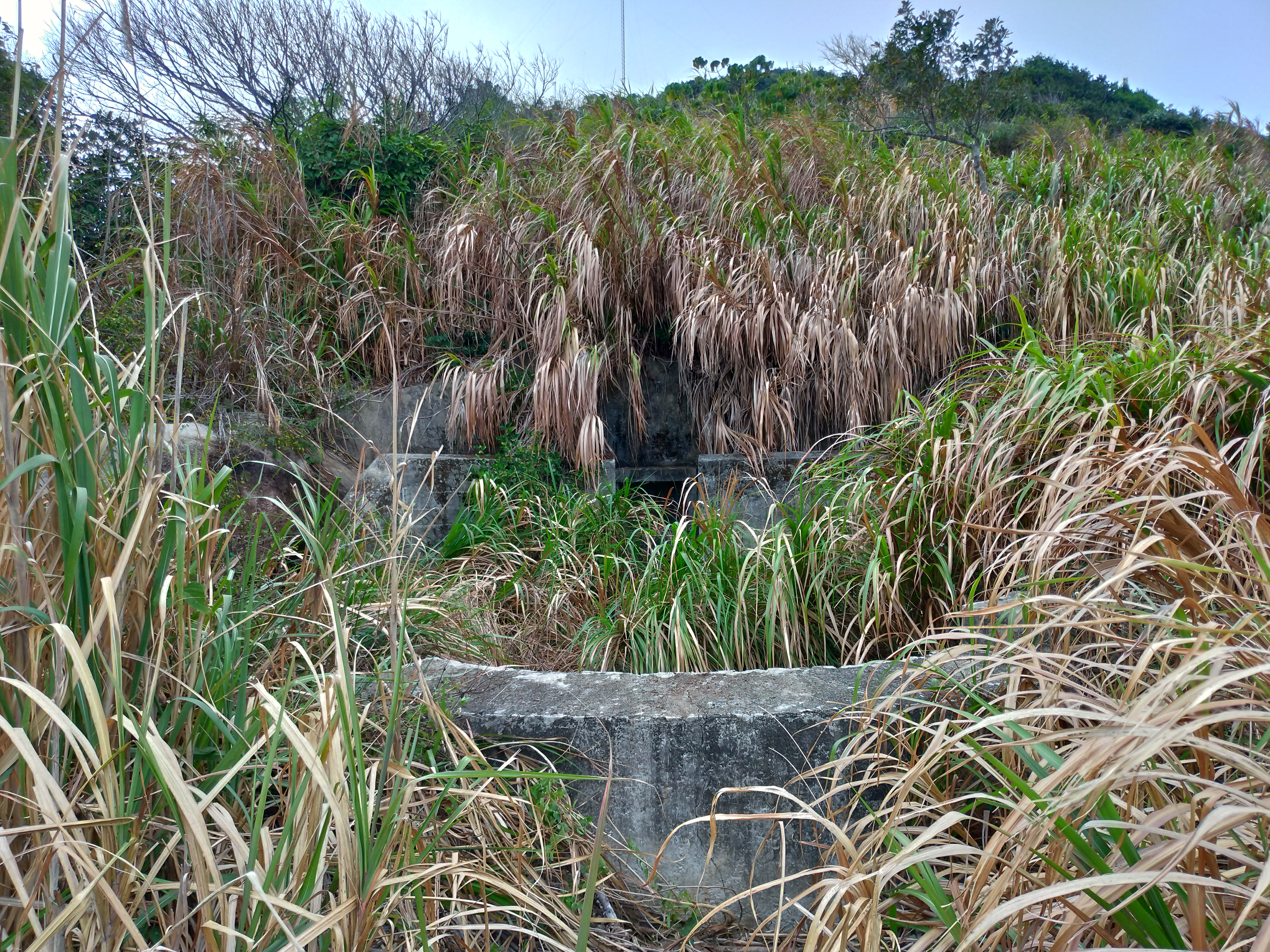
曾經裝有4吋後裝海防炮的炮位，雖屬香港二級歷史建築卻雜草叢生
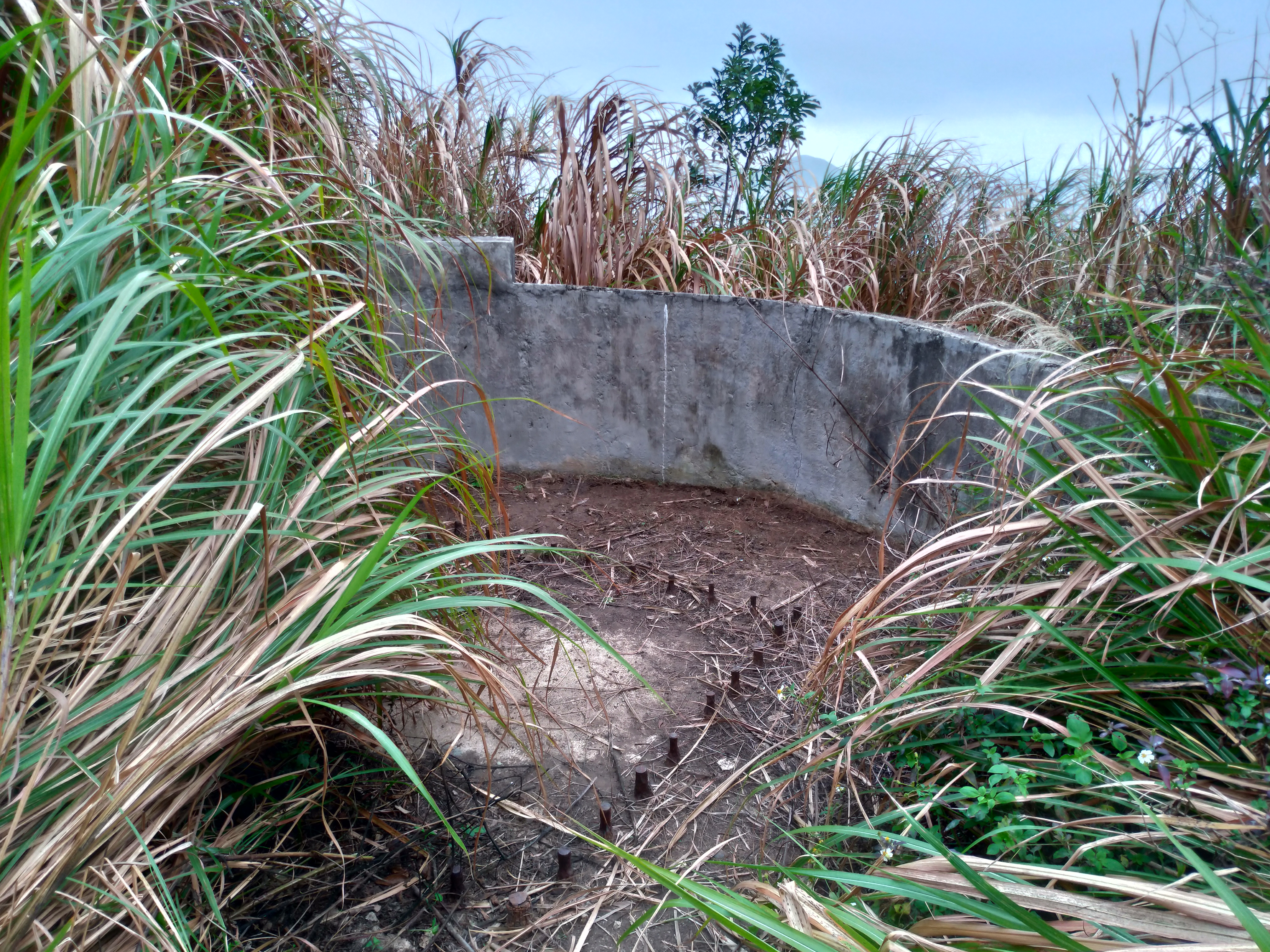
炮位遺址的地面留有用來安裝4吋後裝海防炮（英语：BL 4-inch Mk IX naval gun）的螺栓
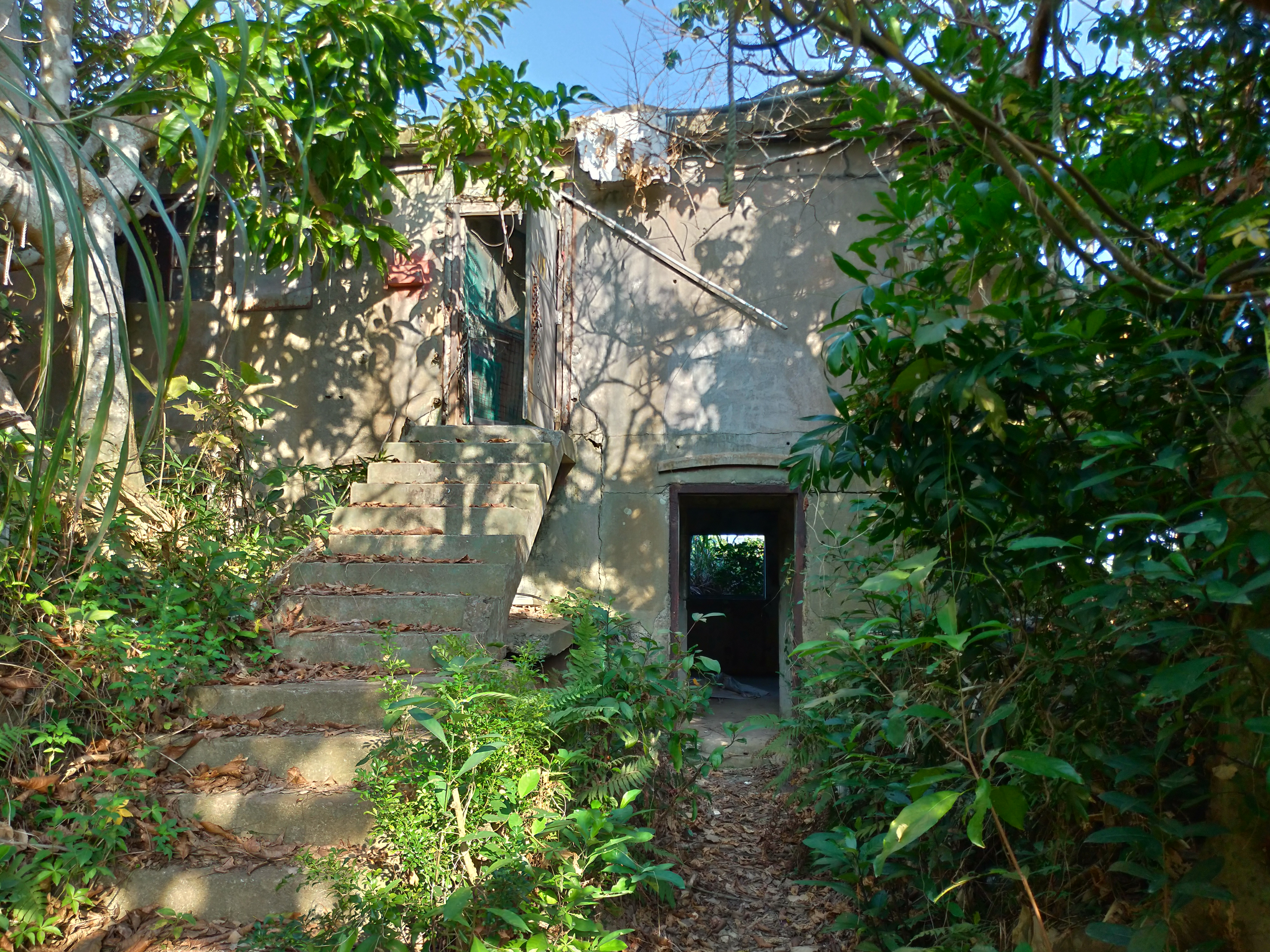
鶴咀炮台在山腰的指揮所
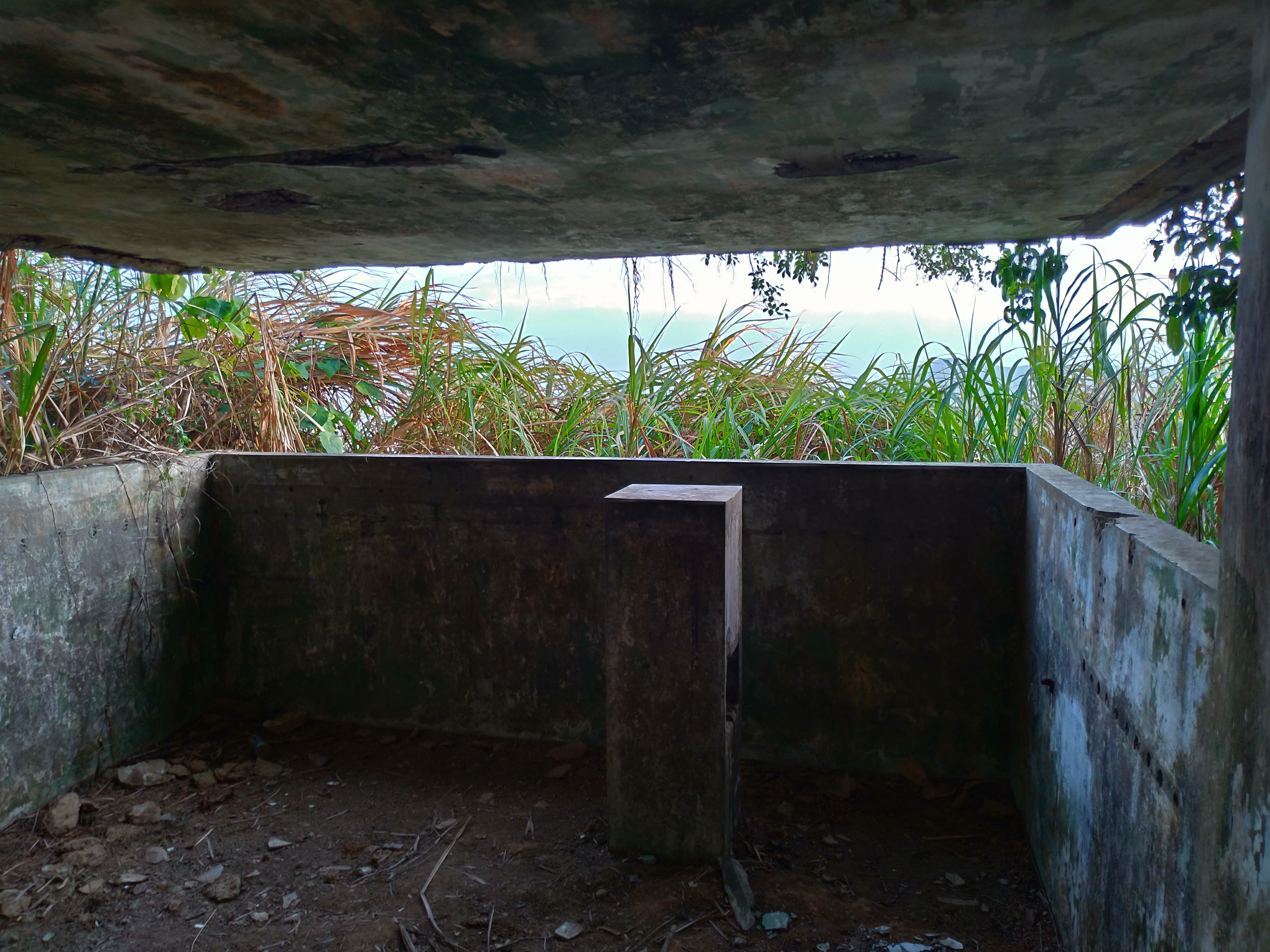
炮台的其中一個觀測站的內部
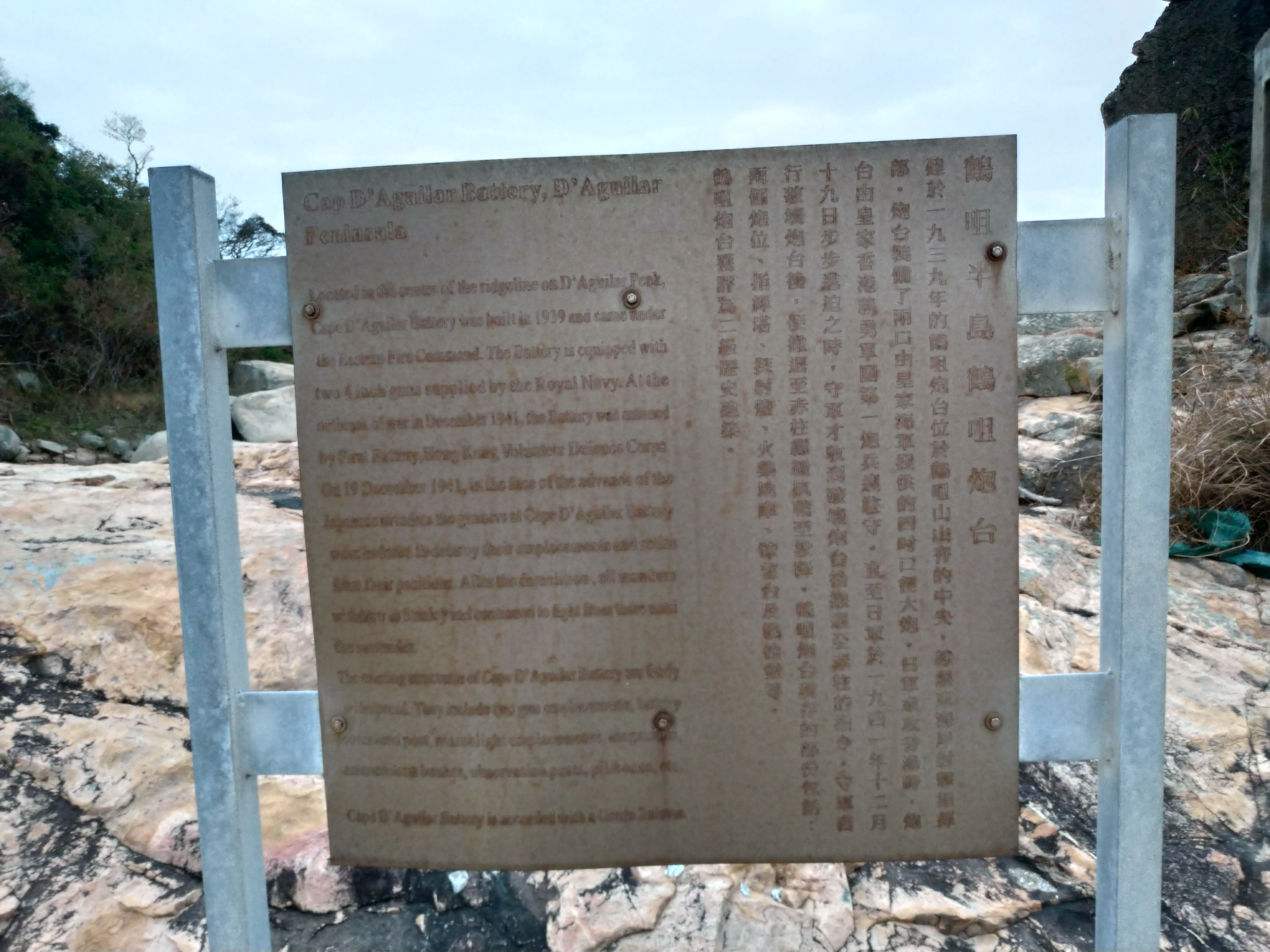
豎立於岸邊的鶴咀炮台資訊板